# Duca di Luynes

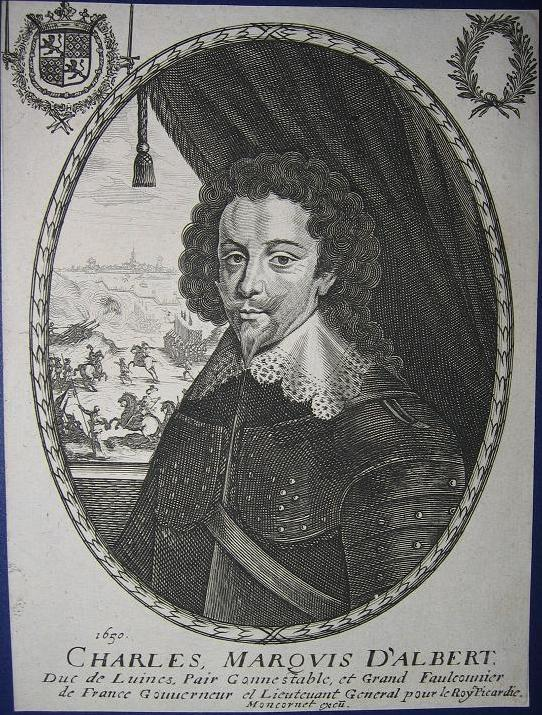
Charles d'Albert, primo duca di Luynes

Il titolo di duca di Luynes, pari di Francia, fu creato nel 1619 a favore di Charles d'Albert da Luigi XIII.
Il ducato omonimo prende il nome da un possedimento della famiglia d'Albert vicino ad Aix-en-Provence.

## Estensione del ducato

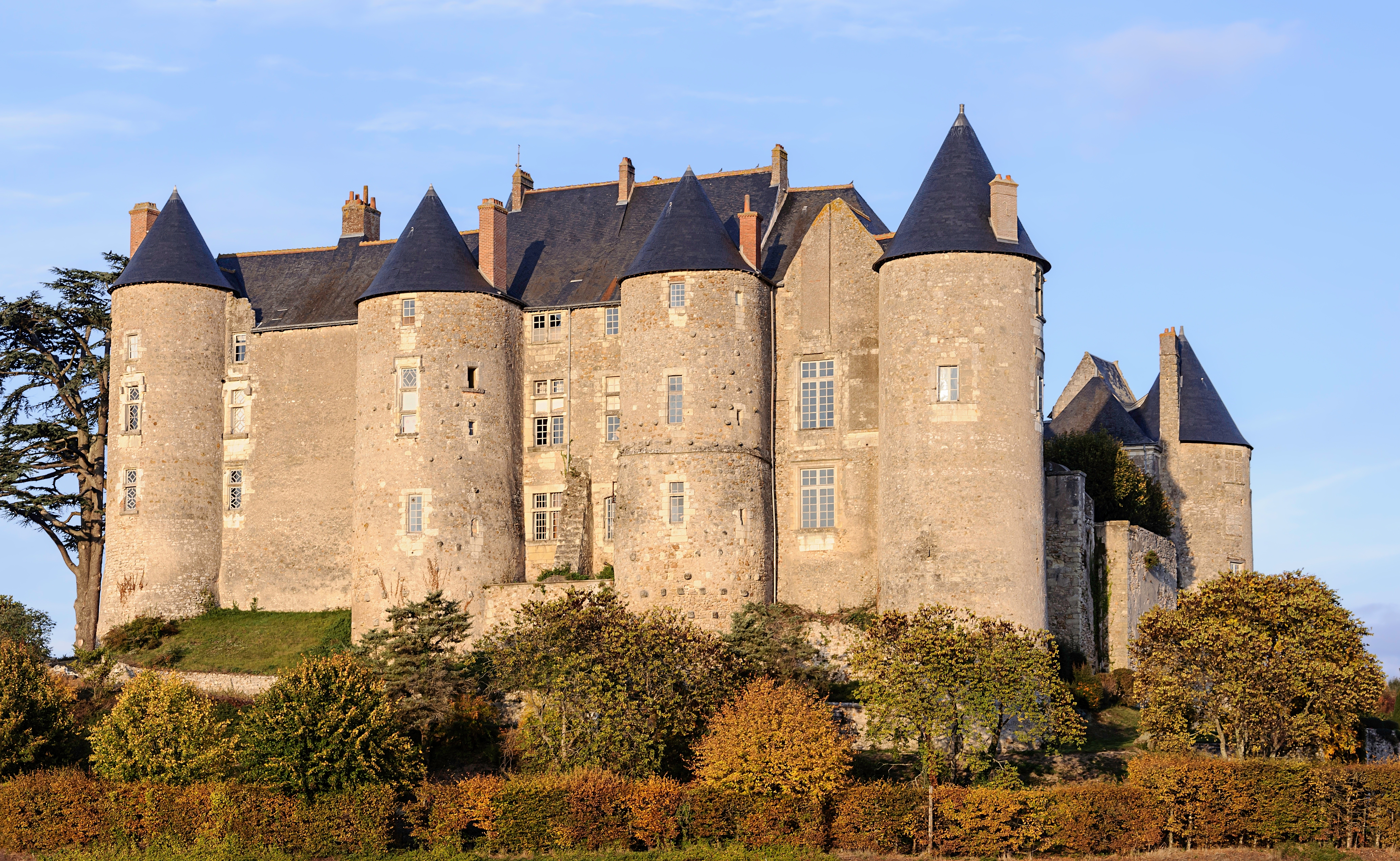
Il castello di Luynes (Indre-et-Loire)

I territori concessi dal re al ducato riunivano il comune di Maillé alla signoria di Turenna. 
Nel 1633 i territori del ducato vennero ampliati fino a comprendere anche la baronìa di Semblançay, il viscontato di Tours ed i borghi di Ponts-de-Tours e di Neuvy.
Infine, nel 1669, anche la signoria di La Châteigneraie e Crassay vennero accorpate nel ducato di Luynes.

## Lista dei duchi di Luynes
1. 1619 - 1621: Charles d'Albert de Luynes
2. 1621 - 1690: Louis Charles d'Albert de Luynes
3. 1690 - 1712: Charles Honoré d'Albert de Luynes
4. 1712 - 1758: Charles Philippe d'Albert de Luynes
5. 1758 - 1771: Marie Charles Louis d'Albert de Luynes
6. 1771 - 1807: Louis Joseph Charles Amable d'Albert di Luynes
7. 1807 - 1839: Charles Marie d'Albert de Luynes
8. 1839 - 1867: Honoré Théodoric d'Albert di Luynes
9. 1867 - 1870: Charles Honoré Emmanuel d'Albert di Luynes
10. 1870 - 1924: Honoré Charles d'Albert di Luynes
11. 1924 - 1993: Philippe d'Albert di Luynes
12. 1993 - 2008: Jean d'Albert di Luynes
13. 2008 - in carica : Philippe d'Albert di Luynes